# Rob Goorhuis

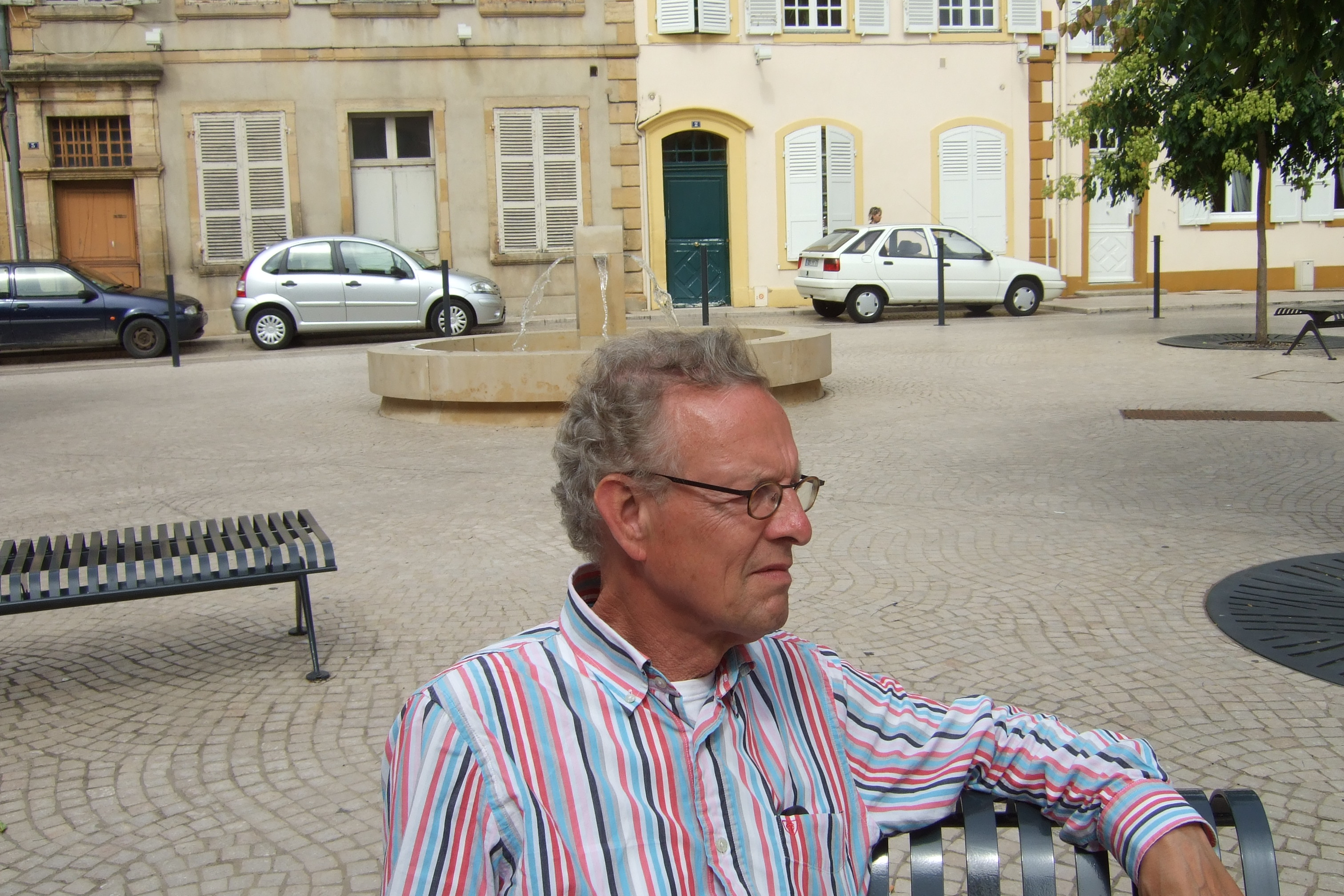
Rob Goorhuis

Rob Goorhuis (* 25. März 1948 in Amsterdam) ist ein zeitgenössischer niederländischer Komponist.
Er absolvierte die Konservatorien von Utrecht, Arnheim und Tilburg und studierte in den Hauptfächern Chor- und Orchesterdirektion, Piano, Orgel und Musiktheorie. Als Komponist hat er sich zwar zunächst autodidaktisch fortgebildet, in der Blasorchesterszene der Niederlande ist er als Komponist kein Unbekannter mehr. Er komponierte mehrere Werke als Pflichtstücke für die Wettbewerbe der nationalen (Amateur-)Musikverbände. Er ist ferner Leiter der Musikschule Biltse Muziekschool im niederländischen Bilthoven.

## Werke

### Werke für Blasorchester
- 1978 Concertino für Fanfare-Orchester
- 1981 Die Brücke am Tay für Fanfare-Orchester
- 1984 Suite für Harmonieorchester
  1. Introduction
  2. Estampia
  3. Virelai
  4. Trotto
- 1985 Discoverture für Fanfare-Orchester
- 1985 Impromptu
- 1986 Ramajana Suite
- 1986 Sonate für Fanfare-Orchester
- 1987 Variations on a Pentatonic Theme
  1. Variation
  2. Variation
  3. Variation: Interludium (Choral)
  4. Variation: Scherzo
  5. Variation: Finale (brillant)
- 1987 Petite Suite Francaise
- 1988 Missa Basilica für gemischten Chor und Blasorchester
  1. Kyrie
  2. Gloria
  3. Sanctus
  4. Benedictus
  5. Agnus Dei
- 1988 Sinfoniette für Fanfare-Orchester
- 1988 Divertimento für Piano und Fanfare-Orchester
- 1989 Poème Symphonique Les trois Histoires de Jean de Bruges für Fanfare-Orchester
  1. La Baleine
  2. La Sirène
  3. L'Ouragan
- 1989 The mystic Trumpeter für gemischten Chor und Blasorchester
- 1990 Quatro bosquejos españoles
  1. Danza de caer y de levantarse
  2. Cuando te miro a lo ojos
  3. Temperamento
  4. Danza del amor
- 1990 Passion en Tendresse
- 1991 Concert Prelude
- 1993 The Innocent Condemned
- 1994 Ouverture concertante
- 1994 Fantasia
- 1995 The Robber Knight
- 1997 Ouvertüre "Die Schlacht bei Varlar"
- 1997 La Forza dello loro Vita
- 1998 Le Champion de Tir
- 1999 Fiori Musicali
- 1999 Fright'ning White
- 1999 Les Marteaux de la Marine
- 2000 Aedificare Arte Est
- 2000 A Tribute to Henk Badings für Brassband
- 2001 Fúzje
- 2001 Quattre Moulins à Roue
- 2001 Requiem für den Menschen für gemischten Chor und Blasorchester
- 2003 Highland Village Dances
- 2003 Peace for the world
- 2003 La terre für Fanfare-Orchester
- 2003 Samson
- 2003 Drachten - tussen psalm en morgenrood-
- 2004 In memoriam Piebbe Bakker
- 2004 Fjoer en wetter
- Chansons Bachiques
  1. les narbantons
  2. les jarrons
  3. les serpentières
  4. dessus des golardes
- Colditz castle
- Excelsior
- On wings of Liberty - Concert march
- The chairman
- Don Quichote de la Mancha